# Lex Barker
Lex Barker, eg. Alexander Crichlow Barker, Jr., född 8 maj 1919 i Rye i Westchester County, New York, död 11 maj 1973 i New York, var en amerikansk skådespelare.
Han tillhörde en societetsfamilj där en av anfäderna en gång i tiden hade grundat delstaten Rhode Island. Han studerade vid det fina Princeton University, men hoppade av studierna och anslöt sig till ett teatersällskap. 1945 gjorde han filmdebut i en mindre roll i filmen Doll Face. 
Barker var atletiskt byggd och spelade Tarzan i fem filmer mellan 1949 och 1953. Han medverkade sedan i vilda västernfilmer innan han begav sig till Europa. Barker, som var mycket språkkunnig (han talade tyska, franska, italienska och spanska) blev speciellt populär i Tyskland. En av hans främsta europeiska filmroller var i Federico Fellinis Det ljuva livet.
Barker var gift fem gånger, bland annat med skådespelerskorna Arlene Dahl 1951–1952 och Lana Turner 1953–1957.

## Filmografi i urval
- 1947 – Katrin gör karriär
- 1948 – Villervallavillan
- 1949 – Tarzans magiska källa
- 1951 – Tarzan i fara
- 1953 – Tarzan, elefanternas konung
- 1953 – Texas i uppror
- 1956 – Stormbåtar till anfall
- 1960 – Det ljuga livet
- 1963 – Winnetou – Apachernas hövding
- 1964 – Krigarhövdingen
- 1965 – Desperados i Västern